# マガレイ
マガレイ（真鰈、学名：Pseudopleuronectes herzensteini）は、カレイ目カレイ科に分類される魚の一種。同属別種のマコガレイをマガレイと呼ぶ地域もある。

## 名称
地方名に、アカガシラ（青森県弘前市）、アカジ（宮城県仙台市、福島県いわき市）、アカジガレイ（福島県）、アカガレイ（岩手県山田町）、オタルマガレイ（北海道函館市）、クチボソ（新潟県、山形県）、マコ（新潟県）などがある。
漢名は「尖吻黄蓋鰈」、別名、地方名に黄蓋、小嘴、小口、狐鰈、沙板、長脖子魚などがある。

## 分布
樺太、朝鮮半島、東シナ海から北日本海、太平洋の福島から北海道沖、オホーツク海に分布する。

## 特徴
体長は40-50cm。眼のある側の体色は黒褐色。背びれは64-80軟条、しりびれは50-62軟条。両眼間隔に鱗はみられない。口が相対的に小さい。
水深150m以下の浅い海の砂泥底に生息し、底生動物を食べる。3-6月に産卵する。

## 近縁種
- クロガシラガレイ Pseudopleuronectes schrenki (Herzenstein, 1890)
- クロガレイ Pseudopleuronectes obscurus (Schmidt, 1904)
- マコガレイ Pseudopleuronectes yokohamae (Günther, 1877)

## 漁業
日本では主にトロール網漁や刺し網漁、底建網漁により、山形県、新潟県、北海道、青森県、岩手県、宮城県、福島県などで捕獲されている。北海道ではほぼ全道の沿岸で捕獲されるが、えりも岬より西の太平洋に最も多く、盛漁期5-7月、利尻島、礼文島周辺では11-3月、オホーツク海では8-12月が盛漁期となっている。

## 利用
日本では、刺身、煮付け、唐揚げ、一夜干しの焼き魚などに利用される。特に山形県庄内地方や新潟県では、マガレイは身に甘味がある美味な魚として珍重されている。庄内地方では6月後半から9月が旬とされる。産卵期（子持ち）のメスは主に煮付けにされる。